# Пол О'Ніл (хокеїст)
Пол Джозеф О'Ніл (англ. Paul Joseph O'Neil, нар. 24 серпня 1953, Чарльстоун, Массачусетс) — американський хокеїст, що грав на позиції центрального нападника, крайнього нападника.

## Ігрова кар'єра
Професійну хокейну кар'єру розпочав 1973 року.
1973 року був обраний на драфті НХЛ під 67-м загальним номером командою «Ванкувер Канакс».
Протягом професійної клубної ігрової кар'єри, що тривала 14 років, захищав кольори команд нижчих північноамериканських ліг, за виключенням двох сезонів протягом яких грав за команди НХЛ «Ванкувер Канакс» та «Бостон Брюїнс».
Усього провів 6 матчів у НХЛ.